# Claudio Undari
Claudio Undari (* 12. Januar 1935 in Castelvetrano, Sizilien; † 12. Mai 2008 in Rom) war ein italienischer Schauspieler, der meist unter dem Künstlernamen Robert Hundar arbeitete.

## Leben
Undari, der seine Jugend in Catania verbrachte und dort ein nicht abgeschlossenes Wirtschaftsstudium begann, startete seine Filmkarriere 1956 und war zunächst in Sandalenfilmen wie Die Rache des Herkules zu sehen. 1961 spielte er unter der Regie von René Clément in der Komödie Halt mal die Bombe, Liebling neben Alain Delon und Ugo Tognazzi. Ab 1963 wurde er, zu Beginn oft als Held, später meist als Bösewicht in den zu dieser Zeit überaus populären Spaghettiwestern besetzt, insbesondere denen des spanischen Regisseurs Joaquín Luis Romero Marchent. Zu dieser Zeit lebte Undari in Madrid. Seine Gegenspieler waren in diesen Filmen unter anderem Klaus Kinski, John Saxon, Lee van Cleef und Jack Palance. Auch in etlichen späten Western zu sehen, spielte er aber meist größere Gastrollen in Poliziottesci, Science-Fiction-Filmen und Abenteuerfilmen. Seinem letzten Western, Der Mann aus Virginia von 1977, folgten nur noch vereinzelte Auftritte bis zur Jahrtausendwende; erwähnenswert darunter die Bud-Spencer-Komödie Buddy haut den Lukas 1980, in der er erneut den Bösewicht spielte.
Daneben war Undari auch als Theaterschauspieler (bis 2005) aktiv und drehte einige Dokumentarfilme.

## Filmografie (Auswahl)
- 1956: Saragossa (Orlando e i Paladini di Francia)
- 1960: Die Rache des Herkules (La vendetta di Ercole)
- 1960: Via Margutta (Via Margutta - la rue des amours faciles)
- 1961: Halt mal die Bombe, Liebling (Che gioia vivere)
- 1962: Marco Polo
- 1962: Die tollen Hunde der karibischen See (Lo sparviero dei Caraibi)
- 1962: Zorro, der schwarze Rächer (Cabalgando hacia la muerte)
- 1963: Abrechnung in Veracruz (El sabor de la venganza)
- 1963: Die drei Unerbittlichen (Tres hombres buenos)
- 1963: Die 7 aus Texas (Antes llega la muerte)
- 1964: Gesetz der Bravados (Brandy, el sheriff de Losatumba)
- 1964: Maciste, der Held von Sparta (Maciste, gladiatore di Sparta)
- 1965: Der Sohn von Jesse James (El hijo de Jesse James)
- 1965: Die 4 Geier der Sierra Nevada (I quattro inesorabili)
- 1966: 100.000 Dollar für einen Colt (La muerte cumple condena)
- 1966: Ramon il Messicano
- 1967: Der Colt aus Gringo’s Hand (Un hombre y un colt)
- 1967: Tödlicher Ritt nach Sacramento (Con lui cavalca la morte)
- 1968: Django spricht das Nachtgebet (Il suo nome gridava vendetta)
- 1968: Lady Hamilton – Zwischen Schmach und Liebe
- 1968: Ein Loch in der Stirn (Un buco in fronte)
- 1969: Die zum Teufel gehen (La legione dei dannati)
- 1969: Sabata (Ehi amico… c'è Sabata, hai chiuso!)
- 1970: Solo-Konzert für eine Pistole (Concerto per pistola solista)
- 1972: Todesmarsch der Bestien (Condenados a vivir)
- 1973: Fäuste wie Dynamit (Dallas)
- 1973: La Pistola - The Gun (Dio, sei proprio un padreterno)
- 1973: Der Mann mit der Kugelpeitsche (Il mio nome è Shangai Joe)
- 1975: Die Rotröcke (Giubbe rosse)
- 1975: Von Wölfen gehetzt (Zanna Bianca e il cacciatore solitario)
- 1975: Whisky und die Goldgräber (La spacconata)
- 1976: Das Schlitzohr und der Bulle (Il trucido e lo sbirro)
- 1977: Die Gewalt bin ich (Il cinico, l'infame, il violento)
- 1977: Der Mann aus Virginia (California)
- 1978: Star Odyssey (Sette uomini d'oro nello spazio (Odissea solitaria))
- 1980: Die Bestie aus dem Weltraum (La bestia nello spazio)
- 1980: Buddy haut den Lukas (Chissà perché… capitano tutte a me)
- 2001: Die Jagd nach dem heiligen Gral (I cavalieri che fecero l'impresa)